# John Dunstable
John Dunstable (Dunstaple) (Dunstable, 1380/1390 – London, 1453. december 24.) angol zeneszerző.

## Élete
1380 és 1390 között születhetett a bedfordshire-i Dunstable-ban, és 1453. december 24-én halt meg Londonban. Művei és munkássága alapján magas képzésben részesülhetett, bár erről nincsenek feljegyzések. Eltérően sok más korabeli zenésztől, ő nem volt az egyház tagja, valószínűleg nős is volt, és Angliában több helyen birtokai is voltak. Legtovább V. Henrik angol király testvérének, Lancasteri Jánosnak, Bedford első hercegének volt zenésze. A herceg kíséretében - aki Franciaország régense is volt abban az időben - feltehetőleg hosszú időt töltött a mai Franciaország területén, Burgundiában, és ez is közrejátszhatott abban, hogy a burgund zenészek hatása alá kerültek. Itáliában is járhatott, legtöbb műve francia illetve olasz kéziratokban maradt fenn. 
A 15. század elején fontos szerepet játszó angol iskola (társai Leonel Power, John Pyamour, John Benet, John Forest) legendás zeneszerzője volt, a középkori zenéből a reneszánsz zenébe való átmenet óriási alakjának, a zene fejedelmének tartották. A műveiben fellelhető új vonás volt például a disszonáns szabad szinkópa eltűnése, ami fokozatosan helyet adott a késleltetés strukturális disszonanciáinak. Franciaországi tartózkodása alatt nyilvánvalóan megismerkedett a francia fauxbourdon szerkesztésmóddal, és sokat átvett ennek jellegzetes hangzásvilágából. A terc és a szextakkord alkalmazásához járult Dunstable főként hármas ritmusú nyugodt lendületű, íveket rajzoló dallamstílusa. Kompozícióira jellemző, hogy a ritmus a szöveghez alkalmazkodik, szinte kötetlenül, énekbeszédhez hasonlóan. A zenei forma világosan elhatárolt egységekre tagolódik lélegzetvételek, pihenők, harmóniai zárlatok segítségével. 
Fennmaradt zeneművei (60 körül) főként egyházi művek. Két teljes mise, három töredékes, de több részből álló mise, tizennégy önálló misetétel, tizenkét teljes izoritmikus motetta, (közöttük a leghíresebb, mely kombinálja a Veni creator spiritus kezdetű himnuszt, a Veni sancte spiritus kezdetű szekvenciát, és a St Alban’s apátság részére korábban általa írt Albanus roseo rutilat kezdetű motettát), huszonhét egyéb önálló egyházi mű, köztük három Magnificat és hét Mária-antifóna. Motettái között találunk a régi conductusokat idéző "deklamációs motettákat" (Quam pulchra es), misetételei a közös liturgikus tenorra épülő miseciklus felé (tenormise) mutatnak új irányt. Kevés fennmaradt chansonja közül legszebb az O rosa bella. Ezt ugyan néhány újabb kutatás már John Bedyngham művének tartja, mégis így is jelzi az utókor számára a 15. század angol zenéjének kivételes színvonalát, melynek hatása a későbbiekben a burgundiai iskola, főként Guillaume Dufay és Gilles Binchois művészetében csúcsosodott ki.

## További információ
- Ízelítő műveiből: Sancta Maria, O rosa bella (letölthető)[halott link]